# Aleksandr Bocharov
Aleksandr Bocharov, conhecido em francês como Alexandre Botcharov, (Irkutsk, 26 de fevereiro de 1975) é um ciclista profissional russo.
Aleksandr Bocharov estreia em 1999 como profissional com o Chaussures-Nippon Hodo Besson. Após um ano mudou-se à equipa francesa Ag2r Prévoyance. Ali correu pela primeira vez o Tour de France e terminou num meritório 17º lugar. Não pôde repetir este resultado nas suas outras participações. A partir de 2004 competiu na equipa francêsa Crédit Agricole.
É um corredor que destaca como escalador, se defendendo bem inclusive em portos médios ou longos. Esta condição valeu-lhe para ocupar posições destacadas em carreiras importantes, mas não tem sido suficiente como para lutar pelos grandes podiums.
Como profissional conta somente com três vitórias: uma etapa no Tour de l'Avenir e a geral e uma etapa do Tour do Mediterrâneo de 2008.
A partir de 2009 vinculou-se à equipa ciclista Team Katusha, de licença russa e pertencente ao circuito UCI ProTour.

## Palmarés
1999
- 1 etapa do Tour de l'Avenir

2008
- Tour do Mediterrâneo, mais 1 etapa

2010
- 1 etapa do Tour de Limusino

## Equipas
- Chaussures-Nippon Hodo Besson (1999)
- Ag2r Prévoyance (2000-2003)
- Crédit Agricole (2004-2008)
- Team Katusha (2009-2010)